# 빅 러브
《빅 러브》(영어: Big Love)는 2006년 3월 12일부터 2011년 3월 20일까지 HBO에서 방영된 미국의 드라마 텔레비전 시리즈이다.

## 출연
| 배우                | 배역                      | 시즌 | 시즌 | 시즌      | 시즌 | 시즌      |
| 배우                | 배역                      | 1    | 2    | 3         | 4    | 5         |
| ------------------- | ------------------------- | ---- | ---- | --------- | ---- | --------- |
| 빌 팩스턴           | 빌 헨릭슨                 | 주연 | 주연 | 주연      | 주연 | 주연      |
| 진 트리플혼         | 바버라 "바브" 헨릭슨      | 주연 | 주연 | 주연      | 주연 | 주연      |
| 클로이 세비니       | 니컬렛 "니키" 그랜트      | 주연 | 주연 | 주연      | 주연 | 주연      |
| 지니퍼 굿윈         | 마진 "마지" 헤프먼        | 주연 | 주연 | 주연      | 주연 | 주연      |
| 어맨다 사이프레드   | 세라 헨릭슨               | 주연 | 주연 | 주연      | 주연 | 특별 출연 |
| 더글러스 스미스     | 벤 헨릭슨                 | 주연 | 주연 | 주연      | 조연 | 주연      |
| 숀 도일             | 조이 헨릭슨               | 주연 | 주연 | 주연      | 주연 |           |
| 멀로라 월터스       | 완다 헨릭슨               | 주연 | 주연 | 주연      | 주연 |           |
| 조엘 매키넌 밀러    | 돈 엠브리                 | 주연 | 주연 | 주연      | 조연 | 조연      |
| 더베이 체이스       | 론다 볼머                 | 주연 | 주연 | 조연      |      | 조연      |
| 졸린 위비           | 탠시 "티니" 헨릭슨        | 주연 | 주연 | 조연      | 조연 |           |
| 그레이스 저브리스키 | 로이스 헨릭슨             | 주연 | 주연 | 주연      | 주연 | 주연      |
| 브루스 던           | 프랭크 할로               | 주연 | 조연 | 주연      | 조연 | 조연      |
| 해리 딘 스탠턴      | 로먼 그랜트               | 주연 | 주연 | 주연      | 주연 |           |
| 맷 로스             | 앨버트 "앨비" 그랜트      | 조연 | 주연 | 주연      | 주연 | 주연      |
| 미레이 이너스       | 캐시 마쿼트 / 조딘 마쿼트 |      | 조연 | 주연      | 주연 |           |
| 메리 케이 플레이스  | 애덜린 그랜트             | 조연 | 조연 | 주연      | 조연 | 주연      |
| 젤코 이바네크       | J.J. 페리 워커            |      |      | 조연      | 주연 |           |
| 캐시 톰슨           | 캐럴린 린 워커            |      |      | 특별 출연 | 주연 | 주연      |